# Patricia K. Kuhl
Patricia Katherine Kuhl  (* 5. November 1946 in Mitchell (South Dakota), Vereinigte Staaten) ist eine US-amerikanische Psychologin und Hochschullehrerin. Sie ist Professorin für Sprach- und Hörwissenschaften und Co-Direktorin des Institute for Learning & Brain Sciences an der University of Washington. Sie ist international bekannt für ihre Forschungen zur frühen Sprach- und zweisprachigen Gehirnentwicklung, für Gehirnmessungen bei Kleinkindern und für Studien, die zeigen, wie Kleinkinder lernen.

## Leben und Werk
Kuhl studierte von 1973 bis 1967 an der St. Cloud State University, wo sie einen Bachelor-Abschluss in Sprachwissenschaft und Psychologie erhielt.  An der University of Minnesota erwarb sie 1971 einen Master of Arts in Sprachwissenschaft und promovierte 1973 in Sprachwissenschaft und Psychologie. Anschließend schloss sie 1976 ein Postdoktorat am Central Institute for the Deaf der Washington University in St. Louis ab. An der Washington University wurde sie 1977 Assistenzprofessorin, 1979 außerordentliche Professorin und 1982 Professorin für Sprache und Hören. Sie ist zudem außerordentliche Professorin in den Abteilungen Linguistik, Psychologie, Hals-Nasen-Ohrenheilkunde, Neurowissenschaft und Pädagogik.
1985 heiratete Kuhl den Psychologen und Hochschullehrer Andrew Meltzoff. Gemeinsam mit ihrem Ehemann ist sie Co-Direktorin des UW Institute for Brain and Learning Sciences, einem interdisziplinären wissenschaftlichen Forschungszentrum für menschliches Lernen an der University of Washington in Seattle.
Kuhl war eine von sechs Wissenschaftlern, die 1997 ins Weiße Haus eingeladen wurden, um bei der Konferenz von Präsident Bill Clinton einen Vortrag zum Thema Frühes Lernen und das Gehirn zu halten. 2001 hielt sie bei Präsident George W. Bush im Weißen Haus den Vortrag Early Cognitive Development: Ready to Read, Ready to Learn.
Kuhl ist Mitglied der National Academy of Sciences (2010), der American Academy of Arts and Sciences (1998), der Rodin Academy und der Norwegian Academy of Science and Letters. Am 27. August 2024 betrug ihr h-Index laut Google Scholar 98, laut Datenbank Scopus 67.

## Auszeichnungen (Auswahl)
- 1982: Fellow der Acoustical Society of America
- 1988: Fellow der American Psychological Society
- 1999: Fellow der American Association for the Advancement of Science
- 2013: Fellow der Cognitive Science Society[5]
- 2013: William James Fellow[6]
- 1997: Silbermedaille der Acoustical Society of America
- 1998: Faculty Lectureship Award der University of Washington
- 2005: Kenneth Craik Research Award der Cambridge University
- 2007: Outstanding Achievement Award der University of Minnesota
- 2008: Goldmedaille der Acoustical Society of America[7]
- 2011: Jean-Louis-Signoret-Preis der IPSEN Foundation
- 2013: William James Lifetime Achievement Award
- 2014: Ehrendoktorwürde der Universität Stockholm
- 2015: George A. Miller Prize in Cognitive Neuroscience
- 2018: Distinguished Scientific Contributions Award der American Psychological Association[8]
- 2020: Ehrendoktorwürde des Erikson Institute
- 2021: Karl Spencer Lashley Award
- 2024: Distinguished Scientific Contributions Award, International Congress of Infant Studies[9]

## Veröffentlichungen (Auswahl)
- mit Alison Gopnik, Andrew N. Meltzoff: The Scientist in the Crib: Minds, Brains, And How Children Learn. Mariner Books, 1999, ISBN 978-0-688-15988-7.
- mit Soo-siang Lim, Sonia Guerriero, Dirk Van Damme: Educational Research and Innovation: Developing Minds in the Digital Age; Towards a Science of Learning for 21st Century Education. Organization for Economic Co-o peration and Development (OECD), 2019, ISBN 978-92-64-69755-3.
- T Christina Zhao and Patricia K Kuhl: Linguistic effect on speech perception observed at the brainstem. In: Proceedings of the National Academy of Sciences 115.35 (2018), pp. 8716–8721.
- mit Allison J. Doupe: Birdsong and Human Speech: Common Themes and Mechanisms. Annual Review of Neuroscience. Band 22, 1999, S. 567–631, doi:10.1146/annurev.neuro.22.1.567.